# Michail Petrovič Pogodin
Michail Petrovič Pogodin, in russo Михаил Петрович Погодин? (Mosca, 23 novembre 1800 – Mosca, 20 dicembre 1875), è stato uno storico e giornalista russo appartenente al movimento culturale slavofilo, fondato da Chomjakov e Kireevskij, noto per essere stato in Patria assieme a Sergej Michajlovič Solov'ëv lo storico della Letteratura più importante dalla morte di Nikolaj Michajlovič Karamzin; nel mondo accademico russo, inoltre, è ricordato in quanto sostenitore della Teoria Normanista, secondo la quale i Rus', il popolo dal quale discendono i Russi, sarebbero stati di origini scandinave.

## Biografia
Figlio di un domestico dei Conti Stroganov, ricevette un'educazione scolastica tale da essere ammesso all'università di Mosca; tuttavia, i suoi studi furono spesso ostacolati dalle ristrettezze economiche. Una volta completati, prese subito a scrivere trattati sulla storia della Russia, interessandosi particolarmente al Medioevo - il periodo dei Rus'. Le sue prime pubblicazioni furono aspramente criticate dal professor Michail Trofimovič Kačenovskij; tra i due nacque un'antipatia che costrinse Pogodin a rinunciare ad intraprendere la carriera accademica. Parafrasando lo storico tedesco Schlözer, scrisse: Gli antichi russi vivevano come topi o uccelli: non avevano né denaro né libri. A far scoppiare le polemica fra i due studiosi fu però una convinta dichiarazione di Pogodin, secondo la quale la Cronaca degli anni passati, la cronaca più antica in lingua russa all'epoca a disposizione, non sarebbe stata nient'altro che una falsificazione del periodo di dominazione mongola. Era poco più di uno studente: nessuno per azzardare questa dichiarazione; eppure, seppe rimanere a galla, diventando presto popolare tra le nuove generazioni d'influenza slavofila.
Nel 1823 fece scalpore un altro suo trattato: in questi, infatti, sosteneva che il capo dei Variaghi Rurik e tutti i suoi discendenti, che da lui presero il cognome, fossero di origini cazare, cioè turche. Per le sue ricerche aveva prestato particolare attenzione ad un autore vissuto tra il 1000 e il 1100 noto come Nestore il Cronista.
Verso la fine degli anni Venti del XIX secolo rivolse la propria attenzione al giornalismo, lavorando regolarmente con il grande Puškin per il periodico Il preannunciatore di Mosca (1827-1830). L'incontro con il celeberrimo poeta risalirebbe al 1826: prima Pogodin lo aveva sempre ritenuto poco promettente; sappiamo che successivamente ebbe modo di cambiare idea - sono, infatti, questi gli anni della sua opera più conosciuta, il romanzo in versi Eugenio Onegin. Ripresa la normale attività storiografica nel 1830, riprese a scrivere per un periodico, il Moskovitjanin, nel 1841 su proposta dell'amico Stepan Petrovič Ševyrëv, con il quale si fece portavoce del movimento slavofilo; in questi anni trovò nel noto critico Alexander Herzen un accanito oppositore del suo stile rozzo, grezzo, formato da ritagli di sfuggevoli note e pensieri.
Si fece avanti nella sua mente l'idea di riunire tutte le Nazioni slavofone sotto la bandiera degli zar, pertanto colse l'occasione di un importante incontro culturale a Praga per discuterne con Pavel Jozef Šafárik e František Palacký, due simboli della cultura ceca; la sua proposta non venne presa in considerazione e per Pogodin fu un duro colpo. Negli ultimi anni della propria vita, infatti, fu quasi sempre attaccato per le proprie teorie storiche, in particolare per quella Normanista, che trovò in un tale Dmitrij Ivanovič Ilovajskij un altro accanito denigratore.